# Лунка Заичи (Караш-Северин)
Лунка Заичи (рум. Lunca Zaicii) насеље је у Румунији у округу Караш-Северин у општини Корнерева. Oпштина се налази на надморској висини од 653 m.

## Становништво
Према подацима из 2002. године у насељу је живело 100 становника, од којих су сви румунске националности.